# Titularbistum Lysias
Lysias  (ital.: Lisiade) ist ein Titularbistum der römisch-katholischen Kirche. 
Es geht zurück auf ein früheres Bistum der antiken Stadt Lysias in der kleinasiatischen Landschaft Phrygien in der heutigen westlichen Türkei. Das Bistum gehörte der Kirchenprovinz Sinnada an.
| Titularbischöfe von Lysias |                                  |                                                                                                |                 |                  |
| Nr.                        | Name                             | Amt                                                                                            | von             | bis              |
| 1                          | Jean-Pierre-Alexandre Marcou MEP | Apostolischer Koadjutorvikar von West-Tonking Apostolischer Vikar von Küsten-Tonking (Vietnam) | 18. April 1895  | 7. Dezember 1939 |
| 2                          | Vincentas Borisevičius           | Weihbischof in Telšiai (Litauen)                                                               | 3. Februar 1940 | 21. Januar 1944  |
| 3                          | Giovanni Rizzo                   | Weihbischof in Palermo (Italien)                                                               | 28. Mai 1946    | 13. Januar 1949  |
| 4                          | Luigi Pirelli                    | emeritierter Bischof von Andria (Italien)                                                      | 8. Januar 1957  | 14. August 1963  |
| 5                          | Federico Sargolini               | Weihbischof in Camerino (Italien)                                                              | 1. Oktober 1963 | 2. August 1969   |